# アーウィン・シャピロ
アーウィン・アイラ・シャピロ（Irwin Ira Shapiro、1929年10月10日 -　）はアメリカ合衆国の天体物理学者である。シャピロ遅延の発見などで知られる。

## 来歴
ニューヨークに生まれた。コーネル大学の数学科を卒業後、ハーバード大学で1954年に物理学のPh.D.を得た。同年からマサチューセッツ工科大学のリンカーン研究所で研究し、1967年にマサチューセッツ工科大学の物理学の教授となった。1982年にハーバード大学の教授となり、ハーバード・スミソニアン天体物理センターの所長となった。
1964年に重力場のなかで一般相対論が予測するわずかな時間の遅れを発見したことで知られる。人工的な天体から放射する一定間隔の信号の変動から検出することに成功した。

## 栄誉

### 受賞歴
- 1983年: ハイネマン賞天体物理学部門（アメリカ天文学会・アメリカ物理学会）
- 1987年: ブラウワー賞（アメリカ天文学会、天体力学部会 AAS: Division on Dynamical Astronomy）
- 1991年: Charles A. Whitten Medal（アメリカ地球物理学連合）
- 1993年: ウィリアム・ボウイ・メダル（アメリカ地球物理学連合）
- 1994年: アルベルト・アインシュタイン・メダル
- 2013年: アインシュタイン賞